# Île Bantayan
L'Île Bantayan est une île située dans la mer de Visayan, dans les Philippines. Elle est située à l'ouest de l'extrémité nord de Cebu, à travers le détroit de Tañon. Selon le recensement de 2010, la population est de 139 960 habitants.
L'île est divisée administrativement en trois municipalités :
- Bantayan (la plus grande municipalité, couvrant la partie centrale) ;
- Madridejos (couvrant la portion nord) ;
- Santa Fe (couvrant la portion est).